# Sandy Duncan
Sandra Kay "Sandy" Duncan (Henderson, 20 de fevereiro de 1946) é uma cantora e atriz americana de palco e televisão. Seus traços mais notáveis é o seu penteado curto loiro e seu comportamento alegre. Entre seus papéis mais importantes, está o papel-título na produção da Broadway de Peter Pan, e Sandy Hogan na sitcom The Hogan Family.

## Carreira
Ela começou sua carreira no entretenimento aos 12 anos, trabalhando em uma produção local de The King and I por $150 por semana.
No outono de 1971, Duncan estrelou como Sandy Stockton na série de comédia televisiva da CBS Funny Face. O show foi colocado no programa de sábado à noite da CBS entre All in the Family e The New Dick Van Dyke Show. Embora os críticos terem recusado a série, eles elogiaram Duncan, especialmente o colunista Cleveland Amory, que a descreveu em seu TV Guide como "uma comediante maravilhosa". Avaliações na primeira foram baixas, com a série começando abaixo de 50. Logo após a estréia da série, Duncan se submeteu à cirurgia para retirar um olho para remover um tumor benigno. O resultado da cirurgia custou-lhe a visão nesse olho, mas não - apesar de mitos urbanos que dizem o contrário - resultou em um equipamento com um olho protético.